# Coborîse primăvara
Coborîse primăvara este al doilea material discografic al formației românești de muzică rock Sfinx, apărut în 1974 în format EP. Denumirea discului este convențională (adoptată în lipsa uneia propriu-zise), împrumutând titlul primei piste a materialului.

## Lista pieselor
1. Coborîse primăvara (Mihai Cernea – Virgil Carianopol) – 2:17
2. Ziua ta (Mihai Cernea – Mihai Cernea) – 3:35
3. Fiii soarelui (Dan Andrei Aldea – Dan Andrei Aldea) – 2:53
4. Peste vîrfuri (Petre Iordache – Mihai Eminescu) – 2:49

## Personal
- Dan Andrei Aldea – chitară, sintetizator, pian, celestă, voce
- Petre Iordache – saxofon, corn francez
- Corneliu „Bibi” Ionescu – chitară bas
- Mihai Cernea – baterie, voce
- Theodor Negrescu – maestru de sunet
- Iulia Maria Cristea – redactor